# یوزباش محله سی
یوزباش محله سی یک روستا در ایران است که در استان اردبیل واقع شده‌است. یوزباش محله سی ۲۲ نفر جمعیت دارد.